# Tāzeh Kand-e Afshār
Tāzeh Kand-e Afshār (persiska: تازِه كَندِ اَفشار, تازه کند افشار, تازِهكَندِ گَرد آباد) är en ort i Iran.   Den ligger i provinsen Västazarbaijan, i den nordvästra delen av landet, 600 km väster om huvudstaden Teheran. Tāzeh Kand-e Afshār ligger 1 327 meter över havet och antalet invånare är 304.
Terrängen runt Tāzeh Kand-e Afshār är platt. Runt Tāzeh Kand-e Afshār är det ganska tätbefolkat, med 185 invånare per kvadratkilometer. Närmaste större samhälle är Urmia, 9,0 km söder om Tāzeh Kand-e Afshār. Trakten runt Tāzeh Kand-e Afshār består till största delen av jordbruksmark.